# 조선형
조선형(1978년 2월 13일 ~ )은 대한민국의 배우이다.

## 학력
- 세종대학교 영화예술학과

## 연기 활동

### 드라마
- 2002년 SBS 주말특별기획드라마 《유리구두》 ... 김수환 역
- 2006년 MBC 단막극 《MBC 베스트극장 - 복날이 온다》 ... 고철식 역
- 2010년 KBS2 단막극 《KBS 드라마 스페셜 - 나는 나비》
- 2010년 KBS2 단막극 《KBS 드라마 스페셜 연작 시리즈 - 락 락 락》 ... 이지웅 역
- 2010년 KBS2 단막극 《KBS 드라마 스페셜 연작 시리즈 - 사백년의 꿈》 ... 김 형사 역
- 2011년 KBS2 단막극 《KBS 드라마 스페셜 - 기쁜 우리 젊은 날》
- 2011년 KBS2 TV소설 《복희 누나》 ... 홍백구 역
- 2014년 KBS2 TV소설 《순금의 땅》 ... 봉덕구 역
- 2017년 KBS2 TV소설 《그 여자의 바다》 ... 고대봉 역
- 2022년 KBS2 주말드라마 《현재는 아름다워》 ... 청소사장 역
- 2023년 KBS1 일일드라마 《우당탕탕 패밀리》... 김대표 역